# Садовая (Становлянский район)
Садовая — упразднённая в 2001 году деревня в Становлянском районе Липецкой области России. Входила в состав Чемодановского сельсовета.

## География
Садовая находилась в северо-западной части региона, в лесостепной зоне, в пределах Среднерусской возвышенности.

### Климат
Климат характеризуются как умеренно континентальный, с умеренно холодной продолжительной зимой и тёплым летом. Среднегодовая температура воздуха составляет 5,3 °С. Средняя температура воздуха самого холодного месяца (января) — −9,8 °C; самого тёплого месяца (июля) — 19,6 °C. Безморозный период длится около 134 дней. Среднегодовое количество атмосферных осадков составляет 550 мм, из которых около 328 мм выпадает в период с апреля по октябрь. Снежный покров держится в течение 150—160 дней.

## История
Впервые упоминается в 1834 г. В 1931 году создан колхоз «Верный путь». Затем отделение колхоза им. 13 лет РККА, им. Хрущева, Россия.
В 1960 году указом Президиума Верховного Совета РСФСР деревня Гуляка переименована в Садовую.
Входила в  Ламской сельсовет того же района. Включена в состав Чемодановского сельсовета в ноябре 1983 года.
Упразднена в июле 2001 года.